# Smyrna, Maine
Smyrna är en kommun (town) i Aroostook County i Maine. Vid 2020 års folkräkning hade Smyrna 439 invånare.